# Андрійканич Іван Васильович
Іван Васильович Андрійканич (Андрейканіч Іван Васильович; 6 липня 1936, с. Руські Комарівці Ужгородського повіту, Перша Чехословацька республіка (Підкарпатська Русь) — 6 травня 2015, м. Косів) — український скульптор, педагог.

## Життєпис
Закінчив у 1951 році Ужгородське державне художньо-промислове училище (нині — Закарпатська академія мистецтв). Викладачі: Йосип Бокшай, Адальберт Ерделі, Федір Манайло, Василь Свида.
Після ужгородського училища Іван Андрійканич навчається на факультеті монументальної скульптури Львівського інституту прикладного та декоративного мистецтва (нині — Львівська національна академія мистецтв). Його наставниками були: Іван Севера, Вітольд Манастирський. Після закінчення навчання отримує направлення викладачем до Косівського училища прикладного мистецтва (нині — Косівський державний інститут прикладного та декоративного мистецтва).
У місті Косові Іван Васильович Андрійканич пропрацював з 1964 року до кінця свого життя, де розкрив свій талант як педагог, пройшовши шлях від викладача до доцента, та як відомий художник-скульптор. Помер 2015 року в інститутській скульптурній майстерні.
Серед його вихованців відомі та перспективні скульптори: Володимир Ропецький, Микола Грималюк, Іван Мельничук та інші.
Протягом свого творчого життя Іван Васильович створив 26 пам'ятників, 27 меморіальних таблиць та рельєфів.

## Творчість
Іван Васильович Андрійканич автор:
- великих монументальних пам'ятників та архітектурно-скульптурних меморіальних ансамблів, які увіковічнили пам'ять полеглих на фронтах Другої світової війни (Косів, Старі Кути, Микитинці, Баня-Березів, Великий Рожин, Химчин, Тисмениця);
- серії надгробних пам'ятників зі скульптурними портретами;
- меморіальних таблиць з портретами Лесі Українки (Буркут), Аполлінарія Тарнавського[2] (санаторій «Косів»), Василя Касіяна (Снятин), Василя Стефаника (Трійця), Василя Стефурака (Косів, Соколівка[3]), Патріарха Володимира (Романюка) (Космач), Ігоря Пелипейка (Косів), Зої та Євгена Сагайдачних[4] (Косів), Мирослава Капія (Косів) та інші.

За проєктом Івана Андрійканича реконструйована центральна площа міста Косова.